# La traviata : Premières et prises de rôle
Victime d'une distribution défaillante, La traviata s'est heurtée, lors de sa création le 6 mars 1853 au Teatro La Fenice de Venise, à l'incompréhension du public. Réhabilitée dès les représentations suivantes, elle est devenue, magnifiée par les interprètes du rôle principal symbolisé par l'interprétation de Maria Callas, l'une des œuvres les plus jouées dans les maisons d'opéra du monde entier.
Les tableaux qui suivent présentent, après la création et sa reprise triomphale, outre les premières données en Italie, en France et sur les scènes de renom international, les prises de rôle remarquables et leur reprise dans les autres maisons d'opéra :

## La création
La première de La traviata, donnée dans les décors et les costumes du XVIIIe siècle avec une distribution qui n'est pas celle souhaitée par Verdi, rencontre un échec.
| Date        | Ville  | Théâtre          | Violetta                | Alfredo           | Germont       | Direction     | Mise en scène | Commentaire |
| ----------- | ------ | ---------------- | ----------------------- | ----------------- | ------------- | ------------- | ------------- | ----------- |
| 6 mars 1853 | Venise | Teatro La Fenice | Fanny Salvini-Donatelli | Lodovico Graziani | Felice Varesi | Gaetano Mares |               |             |

## La reprise triomphale
Ce n'est qu'à force d'amicale insistance que Piave et Antonio Gallo parviennent au bout d'une année à convaincre le maestro de remonter l'opéra au Teatro San Benedetto, où il connaît un triomphe.
| Date       | Ville  | Théâtre              | Violetta     | Alfredo         | Germont         | Direction           | Mise en scène | Commentaire               |
| ---------- | ------ | -------------------- | ------------ | --------------- | --------------- | ------------------- | ------------- | ------------------------- |
| 6 mai 1854 | Venise | Teatro San Benedetto | Maria Spezia | Francesco Landi | Filippo Coletti | Carlo Ercole Bosoni |               | Sous le titre de Violetta |

## Les premières sur la scène internationale
La série de représentations du teatro San Benedetto est aussitôt suivie de créations sur toutes les scènes italiennes et étrangères. 
- En Italie :

| Date             | Ville  | Théâtre           | Violetta         | Alfredo        | Germont             | Direction | Mise en scène | Commentaire               |
| ---------------- | ------ | ----------------- | ---------------- | -------------- | ------------------- | --------- | ------------- | ------------------------- |
| 30 décembre 1854 | Rome   | Teatro Apollo     |                  |                |                     |           |               | Sous le titre de Violetta |
| 12 janvier 1856  | Venise | Teatro La Fenice  | Adelaide Cortesi | Emilio Pancani | Giovanni Guicciardi |           |               |                           |
| Septembre 1856   | Milan  | Teatro Cannobiana |                  |                |                     |           |               |                           |

- En France :

| Date            | Ville | Théâtre         | Violetta             | Alfredo | Germont            | Direction | Mise en scène | Commentaire |
| --------------- | ----- | --------------- | -------------------- | ------- | ------------------ | --------- | ------------- | ----------- |
| 6 décembre 1856 | Paris | Théâtre-Italien | Marietta Piccolomini | Mario   | Francesco Graziani |           |               |             |

- Dans le reste du monde :

| Date              | Ville          | Théâtre                         | Violetta            | Alfredo               | Germont              | Direction                     | Mise en scène | Commentaire |
| ----------------- | -------------- | ------------------------------- | ------------------- | --------------------- | -------------------- | ----------------------------- | ------------- | ----------- |
| 1er février 1855  | Madrid         | Teatro Real                     |                     |                       |                      |                               |               |             |
| 4 mai 1855        | Vienne         | Theater am Kärntnertor          |                     |                       |                      |                               |               |             |
| 1er octobre 1855  | Malte          | Manoel Theatre                  |                     |                       |                      |                               |               |             |
| 25 octobre 1855   | Barcelone      | Liceu                           |                     |                       |                      |                               |               |             |
| 29 octobre 1855   | Lisbonne       | Teatro Nacional de São Carlos   |                     |                       |                      |                               |               |             |
| 15 décembre 1855  | Rio de Janeiro |                                 |                     |                       |                      |                               |               |             |
| 24 mai 1856       | Londres        | Her Majesty's Theatre           | Mariana Piccolomini | E Calzolari           | Federico Beneventano |                               |               |             |
| 10 juin 1856      | Buenos Aires   | Teatro Principal de la Victoria | Sofia Vera-Lorini   | Giovanni Comoli       | Giuseppe Cirma       | Luigi Preto                   |               |             |
| Été 1856          | Varsovie       | Teatr Wielki                    |                     |                       |                      |                               |               |             |
| 24 septembre 1856 | Moscou         | Théâtre Bolchoï                 |                     |                       |                      |                               |               |             |
| 14 octobre 1856   | Dublin         | Theatre Royal                   |                     |                       |                      |                               |               |             |
| Novembre 1856     | Mexico         | Opera Nacional de México        |                     |                       |                      |                               |               |             |
| 3 décembre 1856   | New York       | Academy of Music                | Anna de La Grange   | Pasquale Brignoli     | Federico Amodeo      |                               |               |             |
| 20 octobre 1858   | Bruxelles      | La Monnaie                      | Désirée Artôt       | Pierre-Victor Jourdan | Monnier              | Charles-Louis-Joseph Hanssens |               |             |

## Les prises de rôle (Violetta) remarquables et les reprises importantes
L'opéra commence dès lors une longue carrière. Comme il repose essentiellement sur la prestation de la soprano, les prises de rôle sont très attendues, et certaines sont entrées dans l'histoire de l'opéra. 
- En Italie

| Date             | Ville  | Théâtre           | Violetta                   | Alfredo                              | Germont             | Direction           | Mise en scène    | Commentaire                           |
| ---------------- | ------ | ----------------- | -------------------------- | ------------------------------------ | ------------------- | ------------------- | ---------------- | ------------------------------------- |
| 29 décembre 1859 | Milan  | Teatro alla Scala | Weiser                     | Nicolas                              | Zacchi              |                     |                  |                                       |
| 11 avril 1926    | Milan  | Teatro alla Scala | Claudia Muzio              | Piero Menescaldi                     |                     | Arturo Toscanini    |                  |                                       |
| 3 février 1951   | Milan  | Teatro alla Scala | Renata Tebaldi             | Giacinto Prandelli                   | Giuseppe Taddei     | Victor de Sabata    |                  | 1 représentation                      |
| 28 mai 1955      | Milan  | Teatro alla Scala | Maria Callas               | Giuseppe Di Stefano, Gianni Raimondi | Ettore Bastianini   | Carlo Maria Giulini | Luchino Visconti | 4 représentations en 1955, 17 en 1956 |
| 17 décembre 1964 | Milan  | Teatro alla Scala | Mirella Freni / Anna Moffo | Renato Cioni                         | Mario Sereni        | Herbert von Karajan |                  | Freni : 1 représentation, Moffo : 2   |
|                  |        |                   |                            |                                      |                     |                     |                  |                                       |
| 4 décembre 1877  | Venise | Teatro La Fenice  | Adelina Patti              | Ernesto Nicolini                     | G Carbone           | E Bernardi          |                  |                                       |
| 25 janvier 1908  | Venise | Teatro La Fenice  | Rosina Storchio            | M Massa                              | Renzo Minolfi       | Giuseppe Baroni     |                  |                                       |
| 7 janvier 1948   | Venise | Teatro La Fenice  | Renata Tebaldi             | Vasco Campagnano                     | Enzo Mascherini     | Tullio Serafin      |                  |                                       |
| 8 janvier 1953   | Venise | Teatro La Fenice  | Maria Callas               | Francesco Albanese                   | Enzo Mascherini     | Angelo Questa       |                  |                                       |
| 31 mai 1956      | Venise | Teatro La Fenice  | Renata Scotto              | Alfredo Kraus                        | Franco Pugliese     | Manno Wolf-Ferrari  |                  |                                       |
| 31 mai 1972      | Venise | Teatro La Fenice  | Beverly Sills              | Umberto Grilli                       | Gianluigi Colmagro  | Thomas Schippers    |                  |                                       |
| 12 novembre 2004 | Venise | Teatro La Fenice  | Patrizia Ciofi             | Roberto Saccà                        | Dmitri Hvorostovski | Lorin Maazel        | Robert Carsen    | Réouverture après l'incendie de 1996  |

- En France

| Date             | Ville      | Théâtre                | Violetta              | Alfredo                  | Germont            | Direction         | Mise en scène        | Commentaire                                                    |
| ---------------- | ---------- | ---------------------- | --------------------- | ------------------------ | ------------------ | ----------------- | -------------------- | -------------------------------------------------------------- |
| 2 octobre 1858   | Paris      | Théâtre-Italien        | Rosina Penco          | Lodovico Graziani        | Francesco Graziani |                   |                      | [ 3 ]                                                          |
| 18 octobre 1864  | Paris      | Théâtre-Italien        | Adelina Patti         | Emilio Naudin            | Giovannoni Zacchi  |                   |                      |                                                                |
|                  |            |                        |                       |                          |                    |                   |                      |                                                                |
| 27 octobre 1864  | Paris      | Théâtre-Lyrique        | Christine Nilsson     | Jules-Sébastien Monjauze | Lutz               | Adolphe Deloffre  |                      | Version en français d'Édouard Duprez sous le titre de Violetta |
|                  |            |                        |                       |                          |                    |                   |                      |                                                                |
| 12 juin 1886     | Paris      | Opéra-Comique          | Caroline Salla        | Jean-Alexandre Talazac   | Max Bouvet         | Jules Danbé       | Charles Ponchard     | Première à l'Opéra-Comique (en fr.)                            |
| 19 mars 1947     | Paris      | Opéra-Comique          | Janine Micheau        | Eugene Conley            | Arthur Endrèze     | Eugène Bigot      |                      |                                                                |
| 8 avril 1971     | Paris      | Opéra-Comique          | Christiane Eda-Pierre | Rémy Corazza             | Michel Trempont    | Jésus Etcheverry  |                      |                                                                |
| 25 octobre 1977  | Paris      | Opéra-Comique          | Sylvia Sass           | Renzo Casellato          | Robert Massard     | Michel Plasson    | Jorge Lavelli        | Production du Festival d'Aix                                   |
|                  |            |                        |                       |                          |                    |                   |                      |                                                                |
| 24 décembre 1926 | Paris      | Opéra                  | Fanny Heldy           | Georges Thill            | Éouard Rouard      | Henri Büsser      |                      | Première à l'Opéra (en fr.)                                    |
| 25 mars 1955     | Paris      | Opéra                  | Janine Micheau        | Louis Rialland           | Jean Borthayre     | André Cluytens    |                      |                                                                |
| 5 juillet 1959   | Paris      | Opéra                  | Andrée Esposito       | Alain Vanzo              | Jean Borthayre     | Pierre Dervaux    |                      |                                                                |
| 30 octobre 1959  | Paris      | Opéra                  | Christiane Castelli   | Michel Cadiou            | Jean Borthayre     | Pierre Dervaux    |                      |                                                                |
| 16 novembre 1962 | Paris      | Opéra                  | Teresa Stich-Randall  | Alain Vanzo              | Michel Roux        | Georges Sebastian |                      |                                                                |
|                  |            |                        |                       |                          |                    |                   |                      |                                                                |
| 1980             | Strasbourg | Opéra national du Rhin | Catherine Malfitano   |                          | Leo Nucci          | Alain Lombard     | Jean-Pierre Ponnelle |                                                                |

- Dans le monde

| Date              | Ville         | Théâtre            | Violetta                | Alfredo               | Germont             | Direction                     | Mise en scène | Commentaire |
| ----------------- | ------------- | ------------------ | ----------------------- | --------------------- | ------------------- | ----------------------------- | ------------- | ----------- |
| 20 octobre 1858   | Bruxelles     | La Monnaie         | Désirée Artôt           | Pierre-Victor Jourdan | Monnier             | Charles-Louis-Joseph Hanssens |               |             |
|                   |               |                    |                         |                       |                     |                               |               |             |
| 1858              | Londres       | Covent Garden      | Angiolina Bosio         | Italo Gardoni         | Francesco Graziani  | Michael Costa                 |               |             |
| 1859              | Londres       | Covent Garden      | Rosina Penco            | Italo Gardoni         | Achille De Bassini  | Michael Costa                 |               |             |
| 1861              | Londres       | Covent Garden      | Adelina Patti           | Mario Tiberini        | Francesco Graziani  | Michael Costa                 |               |             |
| 1864              | Londres       | Covent Garden      | Désirée Artôt           | Emilio Naudin         | Francesco Graziani  | Michael Costa                 |               |             |
| 1869              | Londres       | Covent Garden      | Christine Nilsson       | Emilio Naudin         | Charles Stantley    | Luigi Arditi                  |               |             |
| 1887              | Londres       | Covent Garden      | Lillian Nordica         | Eugenio Caylus        | Giuseppe Del Puente | Enrico Bevignani              |               |             |
| 1902              | Londres       | Covent Garden      | Nellie Melba            | Enrico Caruso         | Paul Seveilhac      | Luigi Mancinelli              |               |             |
| 1908              | Londres       | Covent Garden      | Luisa Tetrazzini        | John McCormack        | Antonio Scotti      | Cleofonte Campanini           |               |             |
| 1931              | Londres       | Covent Garden      | Rosa Ponselle           | Dino Borgioli         | Dennis Noble        | Tullio Serafin                |               |             |
| 1947              | Londres       | Covent Garden      | Elisabeth Schwarzkopf   | Kenneth Neate         | Paolo Silveri       | Reginald Goodall              |               |             |
| 1958              | Londres       | Covent Garden      | Maria Callas            | Cesare Valletti       | Mario Zanasi        | Nicola Rescigno               |               |             |
| 1959              | Londres       | Covent Garden      | Joan Sutherland         | William Mc Alpine     | Louis Quilico       | Nello Santi                   |               |             |
| 1964              | Londres       | Covent Garden      | Renata Scotto           | Luciano Pavarotti     | Norman Mittelmann   | Carlo Felice Cillario         |               |             |
| 1966              | Londres       | Covent Garden      | Mirella Freni           | Renato Cioni          | Piero Cappuccilli   | Carlo Maria Giulini           |               |             |
| 1972              | Londres       | Covent Garden      | Montserrat Caballé      | Nicolai Gedda         | Peter Glossop       | Carlo Felice Cillario         |               |             |
| 1977              | Londres       | Covent Garden      | Sylvia Sass             | Alfredo Kraus         | Renato Bruson       | Jacques Delacôte              |               |             |
| 1980              | Londres       | Covent Garden      | Kiri Te Kanawa          | Stuart Burrows        | Renato Bruson       | John Pritchard                |               |             |
|                   |               |                    |                         |                       |                     |                               |               |             |
| 5 novembre 1883   | New York      | Metropolitan Opera | Marcella Sembrich       | Victor Capoul         | Giuseppe Del Puente | Auguste Vianesi               |               |             |
| 22 décembre 1894  | New York      | Metropolitan Opera | Lilian Nordica          | Russitano             | Cleofonte Campanini | Enrico Bevignani              |               |             |
| 21 décembre 1896  | New York      | Metropolitan Opera | Nellie Melba            | Giuseppe Cremonini    | Mario Ancona        | Enrico Bevignani              |               |             |
| 6 janvier 1912    | New York      | Metropolitan Opera | Luisa Tetrazzini        | Dmitri Smirnoff       | Giovanni Polese     | Giuseppe Sturani              |               |             |
| 14 novembre 1921  | New York      | Metropolitan Opera | Amelita Galli-Curci     | Beniamino Gigli       | Giuseppe De Luca    | Roberto Moranzoni             |               |             |
| 8 novembre 1930   | New York      | Metropolitan Opera | Rosa Ponselle           | Beniamino Gigli       | Giuseppe De Luca    | Tullio Serafin                |               |             |
| 5 décembre 1942   | New York      | Metropolitan Opera | Licia Albanese          | Charles Kullman       | Lawrence Tibbett    | Cesare Sodero                 |               |             |
| 21 février 1957   | New York      | Metropolitan Opera | Renata Tebaldi          | Giuseppe Campora      | Leonard Warren      | Fausto Cleva                  |               |             |
| 2 novembre 1957   | New York      | Metropolitan Opera | Victoria de los Angeles | Daniele Barioni       | Leonard Warren      | Fausto Cleva                  |               |             |
| 6 février 1958    | New York      | Metropolitan Opera | Maria Callas            | Daniele Barioni       | Mario Zanasi        | Fausto Cleva                  |               |             |
| 30 novembre 1959  | New York      | Metropolitan Opera | Anna Moffo              | Barry Morell          | Leonard Warren      | Nino Verchi                   |               |             |
| 14 décembre 1963  | New York      | Metropolitan Opera | Joan Sutherland         | Sándor Kónya          | Mario Sereni        | George Schick                 |               | [ 4 ]       |
| 30 mars 1967      | New York      | Metropolitan Opera | Renata Scotto           | Barry Morell          | Mario Sereni        | Randall Behr                  |               |             |
| 18 septembre 1967 | New York      | Metropolitan Opera | Montserrat Caballé      | Richard Tucker        | Cornell MacNeil     | Fausto Cleva                  |               |             |
| 6 avril 1981      | New York      | Metropolitan Opera | Catherine Malfitano     | Dano Raffanti         | Cornell MacNeil     | James Levine                  |               |             |
|                   |               |                    |                         |                       |                     |                               |               |             |
| 1924              | San Francisco | Opera              | Claudia Muzio           | Tito Schipa           | Giuseppe De Luca    | Gaetano Merola                |               |             |
| 1943              | San Francisco | Opera              | Licia Albanese          | Charles Kullman       | Franesco Valentino  | Fausto Cleva                  |               |             |
| 1960              | San Francisco | Opera              | Anna Moffo              | Jan Peerce            | Robert Weede        | Silvio Varviso                |               |             |
| 1964              | San Francisco | Opera              | Joan Sutherland         | Robert Hosfalvy       | Eberhard Waechter   | Richard Bonynge               |               |             |
| 1973              | San Francisco | Opera              | Beverly Sills           | Wiesław Ochman        | Gianpiero Mastromei | Kurt Herbert Adler            |               |             |
|                   |               |                    |                         |                       |                     |                               |               |             |
| 1910              | Buenos Aires  | Teatro Colón       | Rosina Storchio         | Angelo Pintucci       | Giuseppe De Luca    | Edoardo Vitale                |               |             |
| 1920              | Buenos Aires  | Teatro Colón       | Claudia Muzio           | Ferdinando Ciniselli  | Carlo Galeffi       | Tullio Serafin                |               |             |
| 1960              | Buenos Aires  | Teatro Colón       | Anna Moffo              | Flaviano Labo         | Mario Sereni        | Ferruccio Calusio             |               |             |
| 1969              | Buenos Aires  | Teatro Colón       | Joan Sutherland         | Renato Cioni          | Piero Cappuccilli   | Richard Bonynge               |               |             |

### Sources et bibliographie
- Istituto nazionale di studi verdiani

### Discographie - Filmographie - Bibliographie
- Voir l'article principal